# Rodenrijs (dorp)
Rodenrijs is een lintdorp binnen de voormalige gemeente Berkel en Rodenrijs, in de Nederlandse provincie Zuid-Holland. Rodenrijs ligt ten zuiden van Berkel en ontwikkelde zich langs de Rodenrijseweg.
In 1908 werd station Rodenrijs geopend aan de Hofpleinlijn. In 1909 werd in Rodenrijs bij het station een veiling gesticht met een haven.
Na de Tweede Wereldoorlog werden enkele nieuwbouwwijken gebouwd ten zuidoosten van de Rodenrijseweg, gevolgd door een grote nieuwbouwwijk tussen de Rodenrijseweg en de Hofpleinlijn. De lintbebouwing langs de Rodenrijse Vaart is echter nog zeer herkenbaar. In het begin van de jaren negentig werd de katholieke Pius X-kerk gebouwd als vervanging van een houten bijkerk die sinds september 1958 in gebruik was.
De dorpen Berkel en Rodenrijs worden tegenwoordig beschouwd als één kern: Berkel en Rodenrijs, en tegenwoordig binnen de gemeente Lansingerland samen met Bergschenhoek en Bleiswijk.

## Afbeeldingen

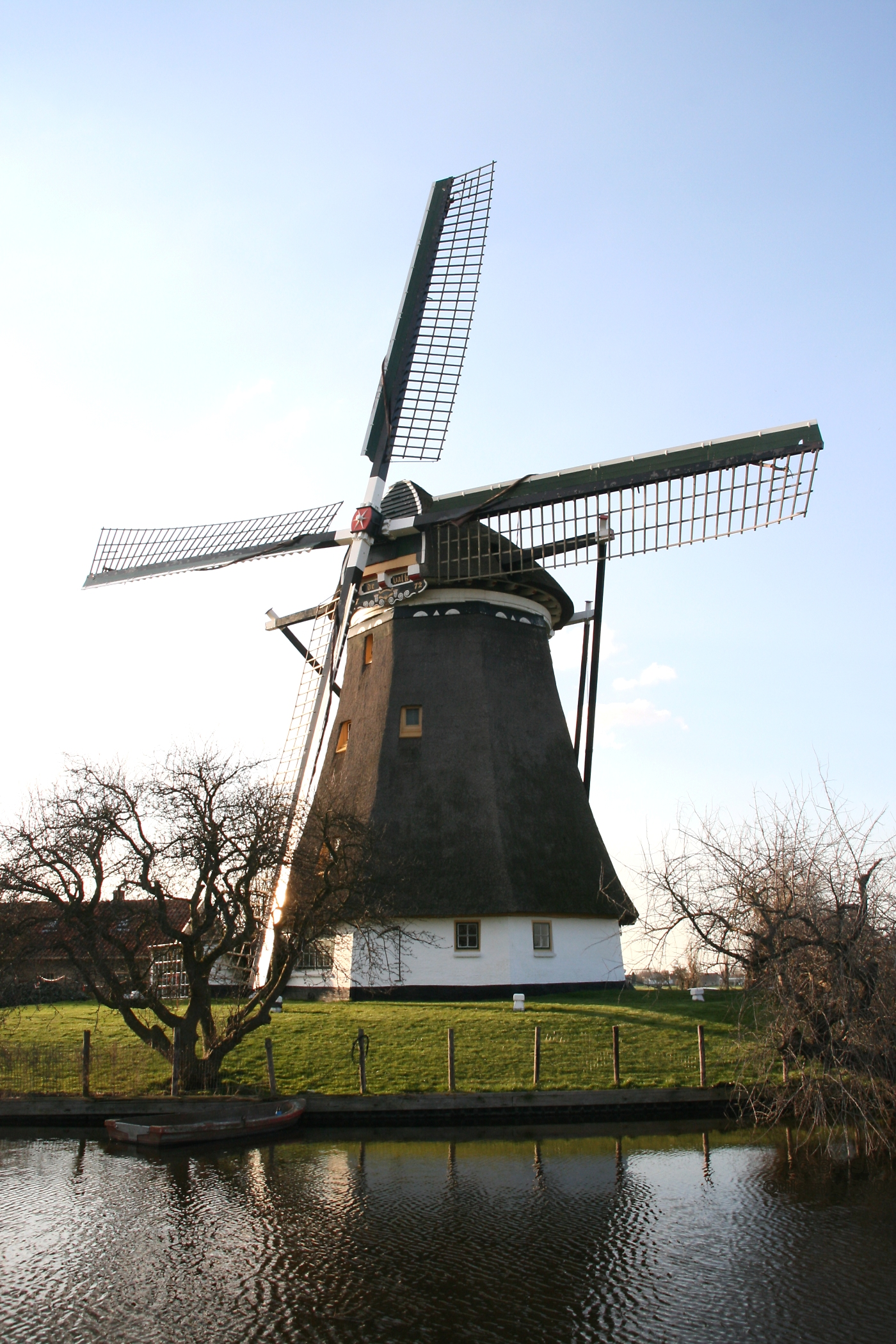
Molen De Valk
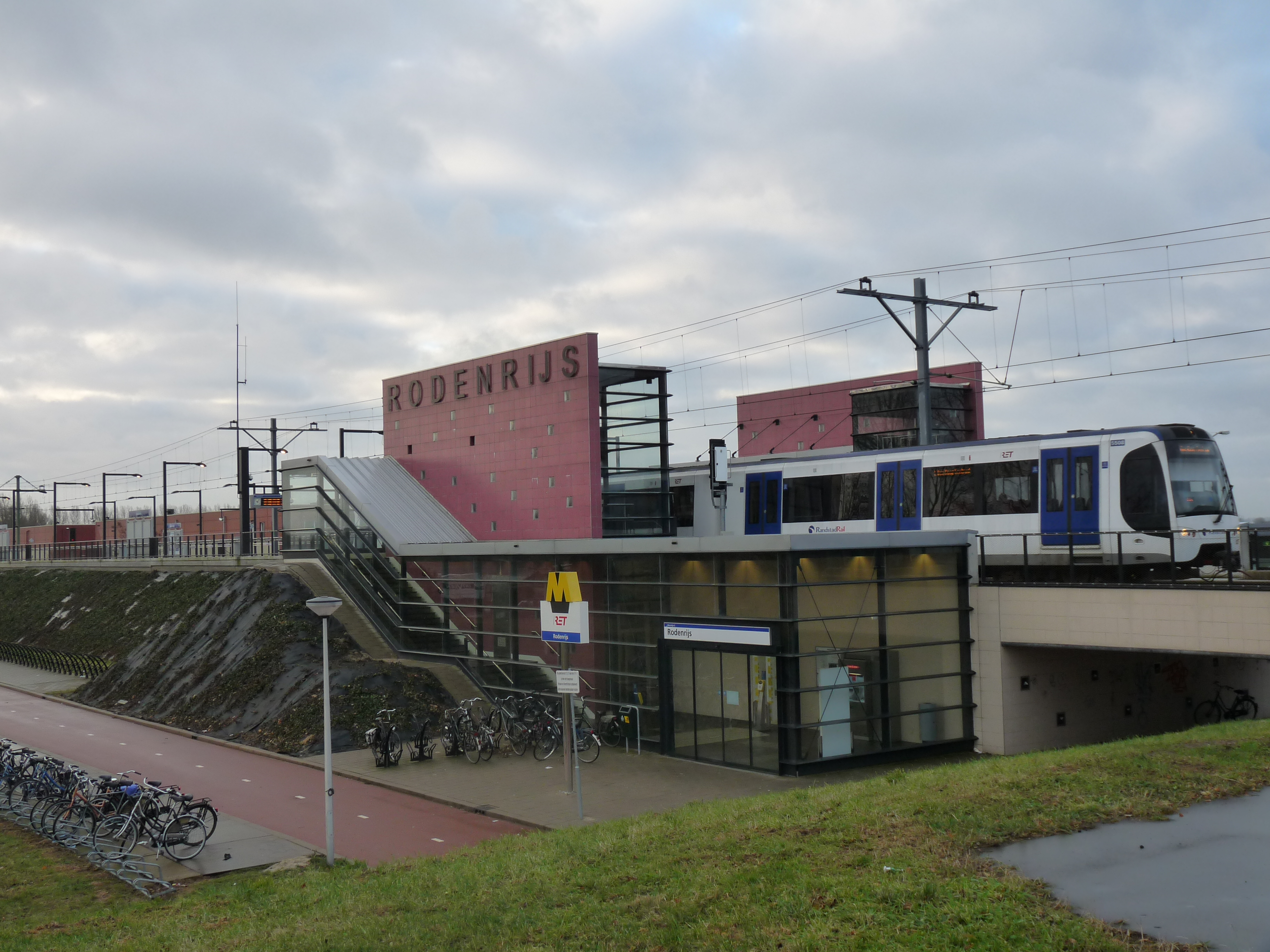
Station Rodenrijs

Dorpen: Bergschenhoek · Berkel en Rodenrijs (Berkel en Rodenrijs) · Bleiswijk

Buurtschappen: Kruisweg · Noordeinde · Rotte

Zuid-Holland: Steden en dorpen      Nederland: Provincies · Gemeenten